# کنت پاول (تنیس‌باز)
 کنت پاول (انگلیسی: Kenneth Powell؛ زاده ۸ آوریل ۱۸۸۵ درگذشته ۱۸ فوریهٔ ۱۹۱۵) یک تنیس‌باز اهل بریتانیا بود.